# Cutral-Có
Cutral-Có – argentyńskie miasto leżące w południowo-zachodniej części kraju, w prowincji Neuquén w Patagonii.
Miasto liczy 33718 mieszkańców. Łącznie z przylegającą miejscowością Plaza Huincul tworzy aglomerację liczącą 45.768 mieszkańców. Jest siedzibą klubu piłkarskiego Alianza.
Nazwa pochodzi z języka ludności Mapucze (mapudungun) i oznacza "ognistą wodę".